# Веллтон-Гіллс (Аризона)
Веллтон-Гіллс (англ. Wellton Hills) — переписна місцевість (CDP) в США, в окрузі Юма штату Аризона. Населення — 167 осіб (2020).

## Географія
Веллтон-Гіллс розташований за координатами 32°37′23″ пн. ш. 114°8′43″ зх. д. / 32.62306° пн. ш. 114.14528° зх. д. (32.623189, -114.145234).  За даними Бюро перепису населення США в 2010 році переписна місцевість мала площу 1,66 км², уся площа — суходіл.

## Демографія
Згідно з переписом 2010 року, у переписній місцевості мешкало 258 осіб у 87 домогосподарствах у складі 57 родин. Густота населення становила 156 осіб/км².  Було 131 помешкання (79/км²).
Расовий склад населення:
| - 80,2 % — білих - 0,8 % — вихідців з тихоокеанських островів - 0,4 % — корінних американців - 0,4 % — азіатів - 14,7 % — осіб інших рас |

До двох чи більше рас належало 3,5 %. Частка іспаномовних становила 38,0 % від усіх жителів.
За віковим діапазоном населення розподілялося таким чином: 23,6 % — особи молодші 18 років, 57,0 % — особи у віці 18—64 років, 19,4 % — особи у віці 65 років та старші. Медіана віку мешканця становила 44,4 року. На 100 осіб жіночої статі у переписній місцевості припадало 100,0 чоловіків;  на 100 жінок у віці від 18 років та старших — 107,4 чоловіків також старших 18 років.
Середній дохід на одне домашнє господарство  становив 37 867 доларів США (медіана — 31 696), а середній дохід на одну сім'ю — 43 176 доларів (медіана — 40 521). 
Цивільне працевлаштоване населення становило 97 осіб. Основні галузі зайнятості: мистецтво, розваги та відпочинок — 22,7 %, роздрібна торгівля — 19,6 %, будівництво — 14,4 %, фінанси, страхування та нерухомість — 13,4 %.